# Фёдоров, Николай Ананьевич
Николай Ананьевич Фёдоров (27 октября 1918, Добропольский район Донецкой области — 18 ноября 1983, Москва) — инженер-технолог, учёный, руководитель. Занимал инженерные и руководящие должности на предприятиях и в организациях газовой промышленности СССР.

## Биография
Николай Ананьевич Фёдоров родился 27 октября 1918 года в поселке шахты № 17-18 Добропольского района Донецкой области (ныне Донецкая область, Украина). После окончания школы в 1935 году поступил в Донецкий политехнический институт на химико-технологический факультет. По окончании института в марте 1941 года Фёдорову было присвоено звание горного инженера по подземной газификации углей. В апреле 1941 года был направлен на Горловскую станцию «Подземгаз», где начинал работать инженером, а затем начальником смены.
В июле 1941 года Фёдоров Н.А. добровольно ушел в армию, был направлен слушателем Артиллерийской академии им. Дзержинского для прохождения ускоренного курса. После окончания академии, несмотря на предложение начальства остаться в академии на преподавательской должности, настоял на отправке на фронт. 13 апреля 1942 года был назначен начальником артснабжения 196 стрелковой дивизии 62 армии Донского (потом Сталинградского) фронта. После тяжелого ранения и длительного лечения в госпитале в ноябре 1942 года Фёдоров Н.А. назначен начальником планово-производственного отдела, а затем с февраля 1944 года помощником начальника по технической части подвижной артиллерийской мастерской (ПАМ-16).
По окончании войны демобилизовался в октябре 1945 года. Работал на Лисичанской станции «Подземгаз» Министерства угля сначала на должности старшего инженера, затем начальником газогенераторного цеха и заместителем главного инженера.
Для более успешного и ускоренного решения сложной проблемы подземной газификации углей в 1949 году в Москве по решению Правительства СССР был создан научно-исследовательский институт ВНИИПодземгаз (ныне ОАО "Газпром промгаз"), первым директором которого стал Матвеев В.А.. В этот институт в июне 1951 года были переведены с Лисичанской станции «Подземгаз» Фёдоров Н.А. и с Подмосковной (Тульской) станции «Подземгаз» Семененко Д.К. на должности руководителей лабораторий. В сентябре 1953 года Фёдоров Н.А. был переведен на должность заместителя директора ВНИИПодземгаз по научной работе. В 1962 году Федоровым Н.А. была защищена диссертация по теме: «Исследование процессов бесшахтной подготовки каменноугольных пластов к подземной газификации» и присуждена степень кандидата технических наук. В ноябре 1973 года Фёдоров Н.А. был назначен директором ВНИИПромгаза Мингазпрома СССР, а с июня 1976 года Генеральным директором Всесоюзного научно-производственного объединения по рациональному использованию газа в народном хозяйстве «Союзпромгаз». В состав объединения входили три завода, пусконаладочные участки, государственный испытательный центр горелочных устройств, опытно-методические геологические партии, специальное проектно-конструкторское бюро и институт ВНИИПромгаз. В объединении работало более 4000 человек, в том числе 1000 научных и инженерно-технических работников.
Фёдоров Н.А. являлся руководителем Координационного центра стран-членов СЭВ и представителем Советской стороны в Совете Уполномоченных по проблеме: «Разработка высокоэффективных способов использования газа как топлива и создание газогорелочного оборудования». Был членом редколлегии и заместителем главного редактора журнала «Газовая промышленность», Председателем ученого совета ВНИИПромгаз, членом ученого совета МЭИ, членом комиссии ГКНТ СМ СССР, членом отраслевого совета выставок Мингазпрома, членом пленума научно-технического совета ВНИПИТеплопроект, членом редколлегии реферативного сборника «Использование газа в народном хозяйстве».
Всего за время работы Фёдоровым Н.А. было опубликовано 98 трудов, получено 42 авторских свидетельства.
Умер в Ялте 18 ноября 1983 года. Похоронен в Москве.

## Факты
Под руководством Фёдорова Н.А. ВНИИПромгаз в 1975 году впервые в истории отечественной газовой промышленности продал лицензию за рубеж на технологию подземной газификации углей компании Texas Utilities (США) за 2 млн долларов США.
В книге Михаила Васильева "Репортаж из XXI века" (1963 г.) есть глава "Шахты доживают последний век", написанная на основе интервью с Фёдоровым Н.А. и Гаркушей И. С.

## Награды и премии
- Орден Красной Звезды
- Медаль За боевые заслуги
- Медаль «За победу над Германией в Великой Отечественной войне 1941—1945 гг.»
- Знак «25 лет победы в Великой Отечественной войне»
- Орден Октябрьской Революции (1971 г.)
- Орден Знак Почета (1981 г.)
- Четыре золотых и одна серебряная медаль ВДНХ

## Публикации
- Фёдоров Н. А. Техника и эффективность использования газа. Издание 2-е переработанное и дополненное. — М.: Недра, 1983.
- Крейнин Е. В., Фёдоров Н. А., Звягинцев К. Н. Подземная газификация угольных пластов. — М.: Недра, 1982.